# Церковь Рождества Христова (Ильинское, Дмитровский район)
Церковь Рождества Христова — действующий православный храм в селе Ильинское Дмитровского округа Московской области. 
Относится к Яхромскому благочинию Сергиево-Посадской епархии РПЦ.

## История
В 1576 году село Ильинское было продано в Троице-Сергиев монастырь. В селе упоминается храм.
Кирпичная церковь Рождества Христова была построена в 1873—1881 годах в селе Ильинском Дмитровского уезда Московской губернии.
В 1938 году церковь была закрыта. В 1996 году была возвращена верующим.
В 2010 — 2016 годах были проведены реставрационные работы.

## Архитектура
Относительно невысокий четверик церкви с апсидой увенчан пятью главами, расположенных на гранённых барабанах.
Основное здание церкви соединяется небольшим переходом с трёхъярусной колокольней.